# Manoir de Kermathaman Braz
Le manoir de Kermathaman Braz est situé à Pédernec, en France.

## Localisation
Le manoir est situé sur la commune de Pédernec, dans le département des Côtes-d'Armor, dans la région Bretagne.

## Description
Le manoir est composé d'un corps de logis au sud, d'une cour bordée à l'est d'un bâtiment de dépendances, et au nord, de part et d'autre du portail d'entrée, de l'ancienne maison à four et d'anciennes écuries. Il est élevé sur deux niveaux plus les combles, selon un plan en L. Les maçonneries des deux façades sont en pierre de taille de granit gris et leur vocabulaire stylistique les distingue : gothique flamboyant au nord, Renaissance à l'ouest. La disposition des pièces et les cheminées des salles basse et haute du logis principal datent du XVIe siècle. L'aile en retour contient une pièce par étage, des cheminées à hottes droites et des fenêtres sans coussièges. Dans l'angle des deux bâtiments en équerre, se trouve une tour octogonale contenant l'escalier en vis. Il conserve de belles cheminées caractéristiques des demeures du Penthièvre et du Trégor. Une inscription peinte en lettres gothiques qui court dans les voussures des arcs de décharge de la hotte est de nos jours illisible,.

## Historique
Le corps de logis principal date des années 1520-1530, tandis que l'aile en retour est datée par une inscription de 1584.
L'ensemble des éléments constitutifs du manoir, à savoir le logis et les communs en totalité, ainsi que le sol de la cour et son assise foncière environnante, est classé au titre des monuments historiques par arrêté du 6 juin 2005.

## Galerie

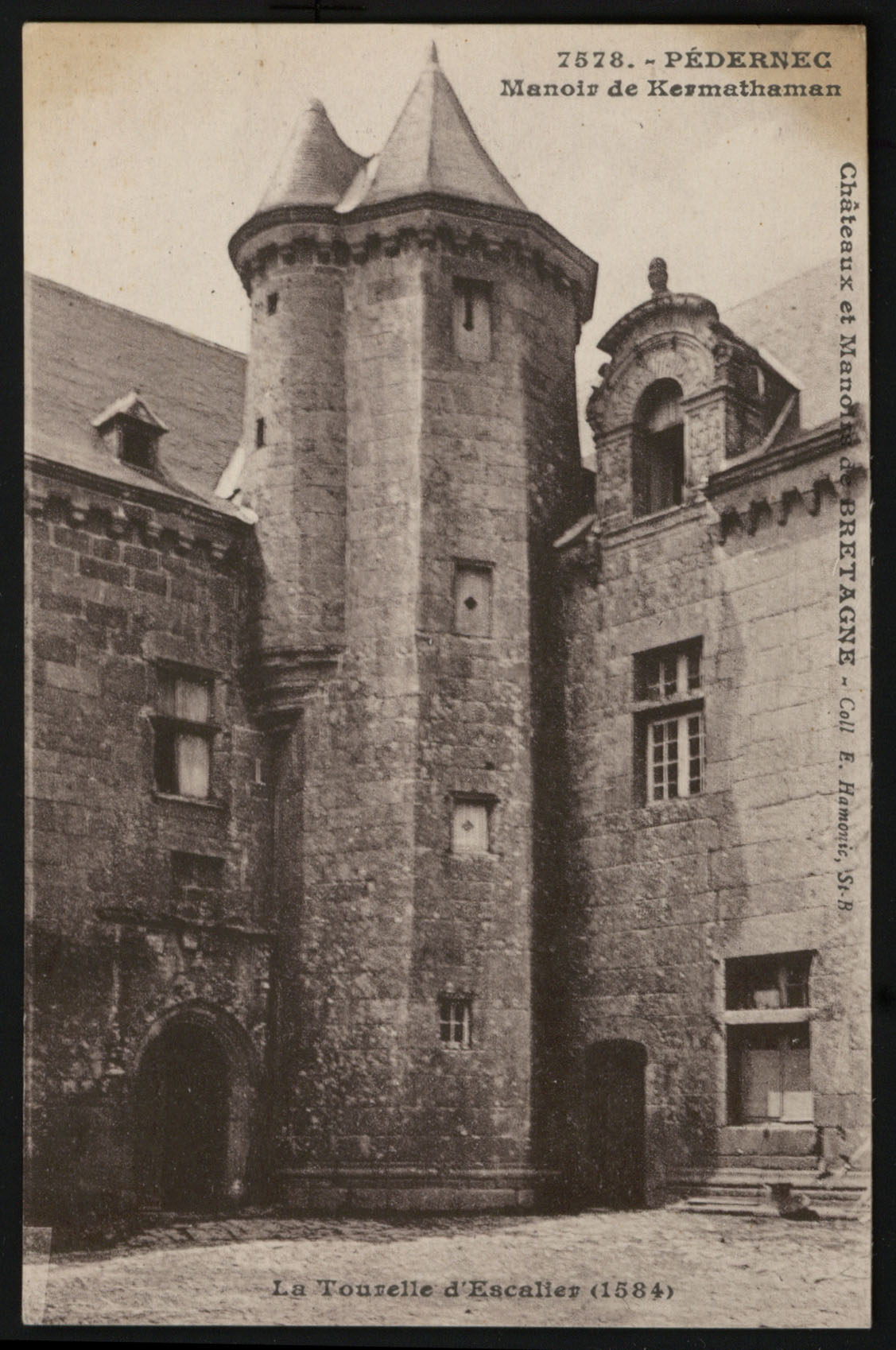
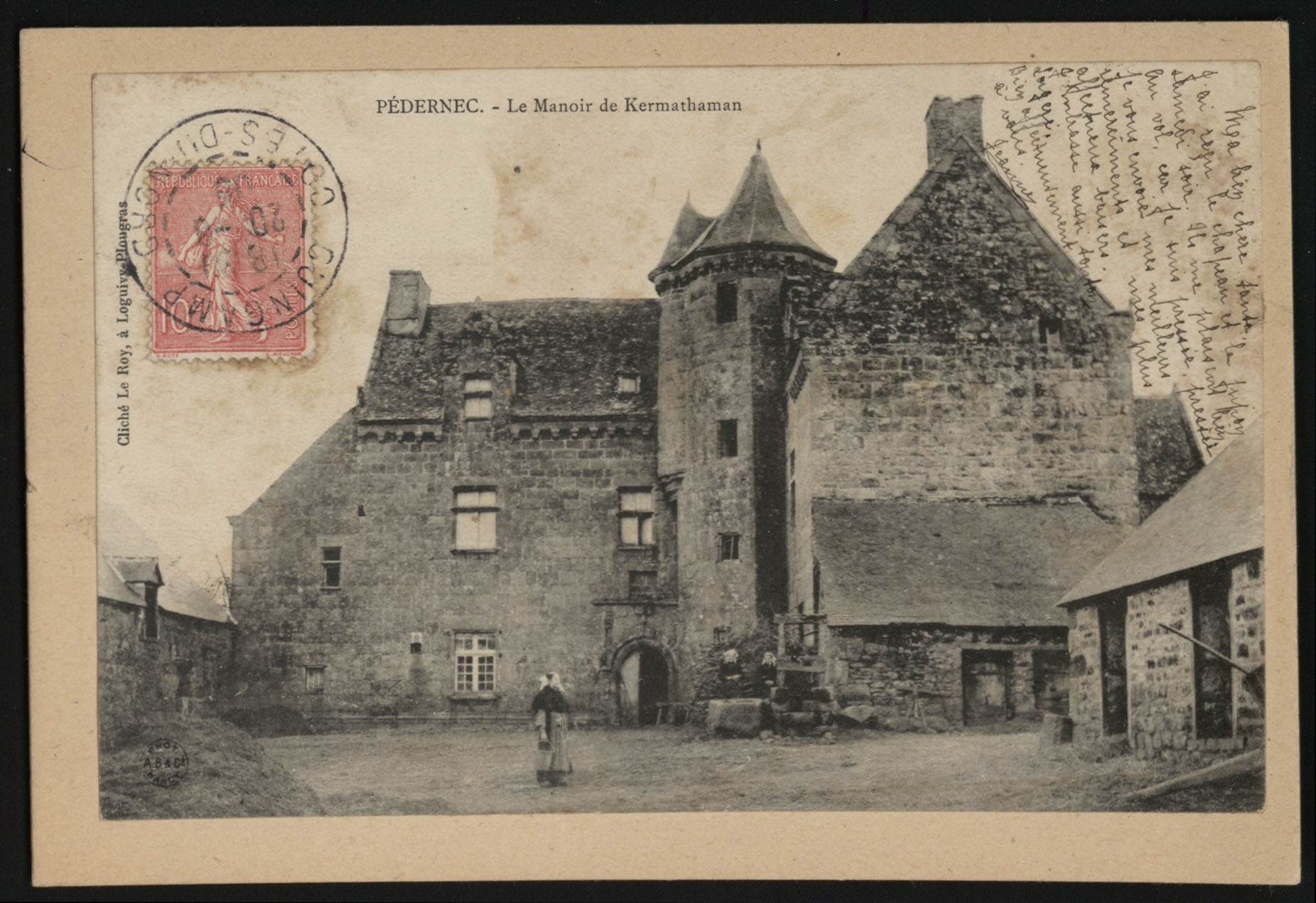
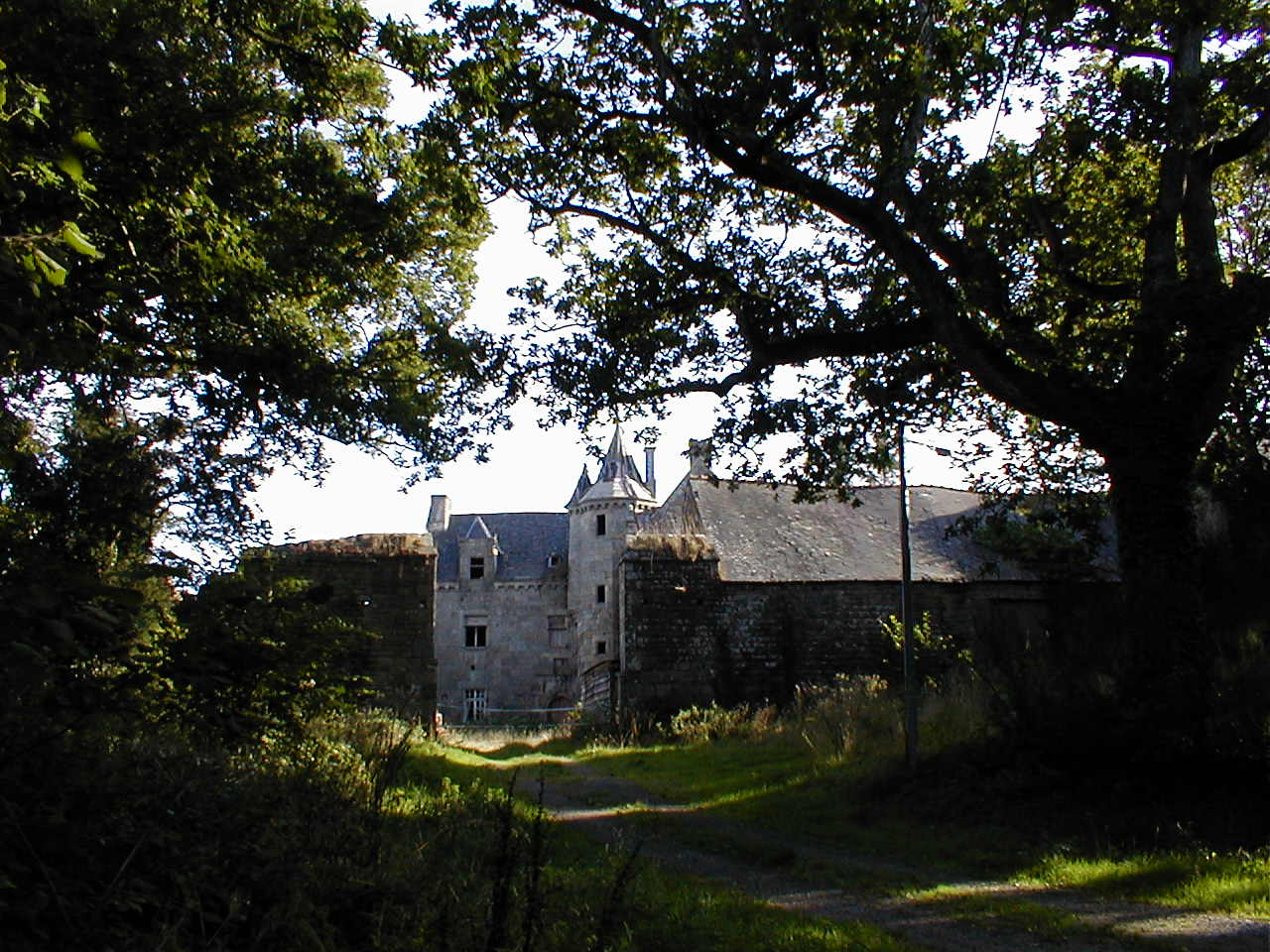
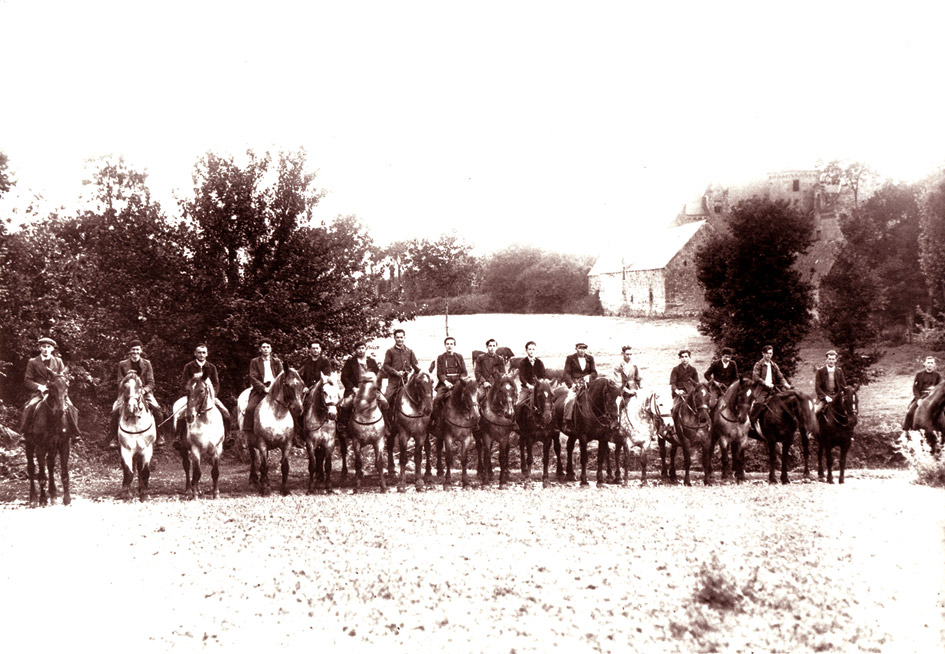